# Susanne Scheepers
S.C.J. (Susanne) Scheepers (Heerlen, 5 maart 1970) is een Nederlandse bestuurder. Sinds 13 juli 2023 is zij burgemeester van Simpelveld.

## Biografie
Scheepers is geboren in Heerlen en opgegroeid in Bocholtz. Zij heeft bedrijfseconomie, urban management en verbindend leiderschap gestudeerd. Ze was zelfstandig ondernemer en bekleedde diverse functies bij woningcorporatie Wonen Limburg en de gemeente Roermond. Verder was zij onder meer bestuurslid van de Vereniging Kleine Kernen Limburg (VKKL) en Stichting Qeske en voorzitter van de stichting Vaals Verbind(t).
Scheepers stond op de kandidatenlijst van de Partei für Freiheit und Fortschritt voor de Europese Parlementsverkiezingen van 2014. Ze werd op 17 april 2023 door de gemeenteraad van Simpelveld als nieuwe burgemeester. Op 10 juli dat jaar werd bekend dat zij hiervoor bij koninklijk besluit is benoemd met ingang van 13 juli dat jaar. Op die dag werd zij hiervoor ook geïnstalleerd.
Scheepers heeft als burgemeester van Simpelveld algemeen bestuur, openbare orde en veiligheid, handhaving, financiën, dienstverlening, en intergemeentelijke samenwerking in haar portefeuille. Ze is lid van de financiële commissie van de GGD Zuid Limburg, lid van het algemeen bestuur van de Veiligheidsregio Zuid-Limburg en de RUD Zuid-Limburg, lid van het dagelijks bestuur van Parkstad Limburg en lid van de Belastingsamenwerking Gemeenten en Waterschappen (BsGW).
Scheepers woont samen met haar partner en heeft twee dochters.